# Пођо Ботаро (Савона)
Пођо Ботаро је насеље у Италији у округу Савона, региону Лигурија.
Према процени из 2011. у насељу је живело 22 становника. Насеље се налази на надморској висини од 366 м.